# Lexikal massjämförelse
Lexikal massjämförelse är en kontroversiell metod för att utforska släktskap mellan språk, utvecklad av den välkände lingvisten  Joseph Greenberg.  Poängerna med metoden är enligt förespråkarna två:
- Den går att använda även för mycket avlägsna relationer, där den historiska lingvistikens traditionella komparativa metod inte räcker till.
- Den är betydligt mindre arbetskrävande än den komparativa metoden, och kan därför med rimlig arbetsinsats användas för att kartlägga relationer mellan ett mycket stort antal språk samtidigt, multilateral jämförelse.

## Lexikalisk likhet
Traditionell komparativ metod bygger på att rekonstruera historiska ljudförändringar och andra systematiska mönster i språk, för att därigenom kunna belägga släktskap genom att visa på hur två språk kan ha utvecklats ur en gemensam förfader, ett urspråk, via respektive språks förändringsmönster.  
I ett försök att nå bortom den komparativa metodens begränsningar och komma åt de stora dragen i språkfamiljernas relationer, uppfann Greenberg en ny statistisk metod som han kallade lexikal massjämförelse (mass lexical comparison). I den här metoden försöker man inte rekonstruera förändringsmönster eller urspråk, utan jämför helt enkelt språkens nuvarande former rakt av. Detta blir mindre träffsäkert för varje ord än den komparativa metoden, vilket kompenseras genom att jämföra ett mycket stort antal ord och behandla resultaten statistiskt.  Vissa likheter kommer att vara tillfälligheter, men med ett tillräckligt brett urval ord kan tillfälligheterna statistiskt förväntas jämna ut sig.